# Coefficient modérateur
 (août 2025).
Si vous disposez d'ouvrages ou d'articles de référence ou si vous connaissez des sites web de qualité traitant du thème abordé ici, merci de compléter l'article en donnant les références utiles à sa vérifiabilité et en les liant à la section « Notes et références ».
Le coefficient modérateur ou le coefficient thermique modérateur, ou encore coefficient de vide, est une grandeur utilisée en physique des réacteurs nucléaires. Elle caractérise l'évolution de la réactivité du réacteur en cas de diminution de la densité du fluide caloporteur. Un exemple serait le cas d'une excursion de puissance ou une fuite importante conduisant à la formation de bulles de vapeur dans l'eau utilisée comme liquide de refroidissement.
Au sens de la physique des réacteurs, la réactivité mesure la tendance du réacteur à augmenter sa puissance, la diminuer, ou se maintenir à l'état stable (état critique). Le coefficient de vide mesure l'un des facteurs de la réactivité.
Les réacteurs dont le modérateur ou le caloporteur est liquide ont en général un coefficient de vide négatif ou positif. Les réacteurs sans liquides (par exemple modérés au graphite et refroidis par un gaz) ont un coefficient de vide nul.
Un coefficient de vide négatif (cas des réacteurs à eau pressurisée du parc français) correspond à un effet auto-stabilisant de la réaction nucléaire : si la puissance neutronique augmente, la densité de l'eau diminue, ce qui a pour effet de diminuer la densité du modérateur (l'eau est à la fois caloporteur et modérateur), d'où une diminution de la puissance.
En revanche, un coefficient de vide positif (cas des réacteurs soviétiques RBMK) correspond à un auto-emballement potentiel du réacteur ; c'est l'un des facteurs qui ont mené à la catastrophe de Tchernobyl en 1986.

## Définitions

### Coefficient de réactivité
L'influence de la température du combustible, de la température du fluide réfrigérant (caloporteur) et du taux de vide du fluide réfrigérant sur la réactivité du réacteur est caractérisée par un coefficient de réactivité qui est la dérivée de la réactivité par rapport au paramètre considéré.

### Négatif ou positif
Lorsqu'il s'accroit, le coefficient de réactivité est dit : soit négatif s'il a tendance à diminuer la réactivité du réacteur, soit positif s'il a tendance à augmenter la réactivité du réacteur.

### Coefficient modérateur ou coefficient de vide
« Coefficient qui traduit la variation du facteur de multiplication d’un réacteur lorsque le caloporteur forme plus de vides (comme des bulles dans l’eau) que la normale (excès de vide). Si ce coefficient de réactivité est positif, un excès (ici de vapeur) se traduira par une augmentation de la réactivité et de la puissance. S’il est négatif, cet effet tendra à arrêter le réacteur »,.

### Coefficient Doppler
Coefficient de réactivité qui caractérise une « diminution de la réactivité locale d’un réacteur nucléaire par suite d’une augmentation de la température du combustible. Cet effet immédiat est un facteur de sécurité important », car il est négatif,.
Lorsque l'augmentation de la température du combustible a pour origine une augmentation significative de la puissance du cœur du réacteur, on parle d'effet « Doppler-Puissance ». Lorsque l'augmentation de la température du combustible a pour origine une augmentation de la température du modérateur (par exemple si on maintient constante la puissance du cœur), on parle d'effet « Doppler-Température ».

### Coefficient de température
Dans un réacteur nucléaire (ou autre milieu multiplicateur) : effet d'une variation de température sur la réactivité (facteur de multiplication). Ce coefficient de réactivité peut être positif ou négatif,.
En ce qui concerne les REP français, EDF s'assure, lors des essais de démarrage, que les trois coefficients de réactivité : le coefficient de température du modérateur, le coefficient de température du combustible et le coefficient de vide du fluide de refroidissement, soient négatifs (cependant, certains types de gestion du combustible pourraient entraîner de fortes concentrations de bore en début de vie du cœur et donner par conséquent un coefficient de température du modérateur positif, dans ce cas certaines conditions sont imposées en début de cycle concernant les limites d'extraction des barres de commande).

## Explication
Les réacteurs à fission nucléaire fonctionnent avec des réactions nucléaires en chaîne, dans lesquelles chaque noyau qui subit une fission libère de la chaleur et des neutrons. Chaque neutron peut percuter un autre noyau et provoquer sa fission. La vitesse de ce neutron affecte sa probabilité de provoquer une fission supplémentaire, tout comme la présence de matériau absorbant les neutrons. D'une part, les neutrons lents sont plus facilement absorbés par les noyaux fissiles que les neutrons rapides, donc un modérateur de neutrons qui ralentit les neutrons augmentera la réactivité d'un réacteur nucléaire. D'autre part, un absorbeur de neutrons diminuera cette réactivité. Ces deux mécanismes sont utilisés pour contrôler la puissance thermique d'un réacteur nucléaire.
Afin de maintenir un réacteur nucléaire intact et fonctionnel, et d'en extraire la puissance utile, un système de refroidissement doit être utilisé. Certains réacteurs font circuler de l'eau sous pression ; certains utilisent du métal liquide, comme le sodium, le NaK (alliage de sodium et de potassium), le plomb ou le mercure, d'autres utilisent des gaz. Si le réfrigérant est un liquide, il peut bouillir si la température à l'intérieur du réacteur augmente. Cette ébullition conduit à des vides à l'intérieur du réacteur (par vide, il faut entendre absence de liquide puisque celui-ci s’est transformé en vapeur). Des vides peuvent également se former si du liquide de refroidissement est sorti du réacteur lors d'un accident (appelé accident de perte de liquide de refroidissement, qui présente d'autres dangers ce qui fut le cas à la centrale américaine de Three Miles Island en 1979). Certains réacteurs fonctionnent avec le liquide de refroidissement dans un état d'ébullition constant, utilisant la vapeur générée au sein même du réacteur pour faire tourner les turbines.
Le liquide de refroidissement peut agir comme un absorbeur de neutrons, comme un modérateur de neutrons, généralement les deux, mais avec l'un ou l'autre des rôles les plus influents. Dans les deux cas, la quantité de vide à l'intérieur du réacteur peut affecter la réactivité du réacteur. Le changement de réactivité provoqué par un changement de vide à l'intérieur du réacteur est directement proportionnel au coefficient de vide.
Un coefficient de vide positif signifie que la réactivité augmente à mesure que la teneur en vide à l'intérieur du réacteur augmente en raison de l'augmentation de la température du combustible amenant l'ébullition du fluide caloporteur ou de la perte de liquide de refroidissement ; par exemple, si le fluide caloporteur de l'eau, qui agit principalement comme absorbeur de neutrons sous sa forme liquide, se transforme en vapeur qui a contrario, moins dense, absorbe donc moins de neutrons qui sont alors davantage disponibles pour la fission qui augmente la réaction de fission, qui augmente en retour la vaporisation de l'eau (...).   
A l'inverse, le coefficient de température du combustible est dit négatif car plus la température du combustible augmente, plus le nombre de neutrons disponibles pour la fission diminue car ils sont capturés par l'effet Doppler.   
En ce qui concerne les réacteurs RBMK, à faible puissance et en fonction du nombre de barres de contrôle insérées dans le cœur, le coefficient de vide positif est plus important que le coefficient négatif du combustible et provoque une boucle de rétroaction positive en commençant par la première apparition de bulles de vapeur dans le coeur du réacteur. Ceci peut rapidement faire bouillir tout le fluide caloporteur dans le réacteur, s'il n'est pas contré par un mécanisme de contrôle (automatique) ou un apport régulier d'eau liquide en continu via les pompes d'alimentation afin de réduire la quantité de vapeur, et ou si le temps de réponse dudit mécanisme d'arrêt est trop lent comme dans le cas des réacteurs RBMK ou le délai d'insertion des barres de contrôle en bore, matériau capturant les neutrons, était de 18 secondes.  
Cela s'est produit dans le réacteur RBMK n°4 qui a été détruit lors de la catastrophe de Tchernobyl car le mécanisme de contrôle automatique était en grande partie désactivé et les opérateurs essayaient imprudemment de restaurer rapidement un niveau de puissance élevé en ayant retiré la majorité des barres de contrôle au sein du réacteur qui sont le mécanisme de freinage de la réaction (depuis l’accident on impose l’arrêt du réacteur pour une puissance thermique inférieure à 700 MWth en fonction du nobre de barres extraites du cœur). En outre, en plus de la mauvaise conception des barres de commande qui provoquaient lors de leur réinsertion une augmentation de la réactivité, en raison de leur extrémité en graphite, améliorateur de la fission, au lieu de bore, ralentisseur de la réaction, les opérateurs ne savaient pas qu'il y avait un niveau maximal d’empoisonnement neutronique dans le cœur, en l’occurrence du xénon 135, sous produit de la fission, ralentisseur de la réaction de fission en raison du fonctionnement à mi puissance du réacteur pendant plus de 10h00 avant la réalisation de l'exercice de sécurité. Les circonstances de l'accident et le rôle du coefficient du vide positif sont détaillées par le scientifique Gregori Medvedev dans son ouvrage sur la catastrophe de Tchernobyl intitulé la vérité sur Tchernobyl paru en 1990. 
Un coefficient de vide négatif signifie que la réactivité diminue à mesure que la teneur en vide à l'intérieur du réacteur augmente - mais cela signifie également que la réactivité augmente si la teneur en vide à l'intérieur du réacteur est réduite. Dans les réacteurs à eau bouillante avec des coefficients de vide négatifs importants, une augmentation soudaine de la pression (provoquée, par exemple, par la fermeture imprévue d'une vanne de ligne) entraînera une diminution soudaine de la teneur en vide : l'augmentation de la pression contraindra certaines bulles de vapeur à condenser (« s'effondrer »); et la puissance thermique augmentera probablement jusqu'à ce qu'elle soit interrompue par des systèmes de sécurité, par une formation accrue de vide due à la puissance plus élevée, des composants qui relâchent la pression (soupapes) ou, éventuellement, par des défaillances du système, provoquant une augmentation du contenu de vide et une diminution de la puissance.
Les réacteurs à eau bouillante sont tous conçus (obligatoirement) pour gérer ce type de transitoire. D'un autre côté, si un réacteur est conçu pour fonctionner sans aucun vide, un grand coefficient de vide négatif peut servir de système de sécurité. Une perte de liquide de refroidissement dans un tel réacteur diminue la puissance thermique, mais bien sûr la chaleur qui est générée n'est plus évacuée, donc la température pourrait augmenter (si tous les autres systèmes de sécurité tombaient en panne simultanément). C'est ce qui est arrivé à la centrale de Fukushima en 2011 en raison de la perte des systèmes de contrôle de la centrale. 
Ainsi, un coefficient de vide élevé, qu'il soit positif ou négatif, peut être soit un problème de conception (nécessitant des systèmes de contrôle plus prudents et agissant plus rapidement) soit une qualité souhaitée en fonction de la conception du réacteur. Les réacteurs refroidis au gaz n'ont pas de problèmes de formation de vides.

## Conceptions de réacteurs
Les réacteurs à eau bouillante ont généralement des coefficients de vide négatifs et, en fonctionnement normal, le coefficient de vide négatif permet d'ajuster la puissance du réacteur en modifiant le débit d'eau à travers le cœur. Le coefficient de vide négatif peut provoquer une augmentation imprévue de la puissance du réacteur lors d'événements (tels que la fermeture soudaine d'une vanne de ligne) où la pression du réacteur est soudainement augmentée. De plus, le coefficient de vide négatif peut entraîner des oscillations de puissance en cas de réduction soudaine du débit du cœur, comme cela pourrait être causé par une défaillance de la pompe de recirculation. Les réacteurs à eau bouillante sont conçus pour garantir que le taux d'augmentation de la pression due à la fermeture soudaine de la vanne de ligne est limité à des valeurs acceptables, et ils comprennent plusieurs systèmes de sécurité conçus pour garantir que toute augmentation soudaine de la puissance du réacteur ou oscillations de puissance instables s'arrête avant que des dommages puissent survenir au combustible ou aux tuyauteries.
Les réacteurs à eau pressurisée fonctionnent avec une quantité relativement faible de vides, et l'eau sert à la fois de modérateur et de réfrigérant. Ainsi, un grand coefficient de vide négatif garantit que si l'eau bout ou est perdue, la puissance thermique chutera. Il s’agit de la technologie la plus employée dans le monde à l’heure actuelle.
Les réacteurs CANDU ont des coefficients de vide positifs suffisamment petits pour que les systèmes de contrôle puissent facilement réagir à l'ébullition du liquide de refroidissement avant que le réacteur n'atteigne des températures dangereuses.
Les réacteurs RBMK, tels que les réacteurs de Tchernobyl, ont un coefficient de vide positif dangereusement élevé. Ce design s’est imposé pour un fonctionnement avec de l'uranium non enrichi et ne nécessitant aucune eau lourde, ce qui a comme conséquence (ou comme cause) de réduire les coûts. En outre, contrairement à d'autres réacteurs russes VVER, les RBMK avaient un second usage : être capables de produire du plutonium de qualité militaire. Avant l'accident de Tchernobyl, ces réacteurs avaient un coefficient de vide positif de 4,7 bêta, qui après l'accident a été abaissé à 0,7 bêta afin qu'ils puissent rester en service en sécurité.
Les réacteurs à neutrons rapides surgénérateurs n'utilisent pas de modérateurs, car ils fonctionnent aux neutrons rapides, mais le caloporteur (souvent du plomb ou du sodium) peut servir d'absorbeur et de réflecteur de neutrons. Pour cette raison, ils ont un coefficient de vide positif.
Les réacteurs Magnox, les réacteurs avancés refroidis au gaz et les réacteurs à lit de boulets (ou lit de galets) sont refroidis au gaz et les coefficients de vide ne sont donc pas un problème. En fait, certains peuvent être conçus de manière que la perte totale de fluide de refroidissement ne provoque pas la fusion du cœur même en l'absence de systèmes de contrôle actifs. Comme pour toute conception de réacteur, la perte de refroidissement n'est qu'une des nombreuses défaillances possibles pouvant potentiellement conduire à un accident. En cas d'entrée accidentelle d'eau liquide dans le cœur des réacteurs à lit de galets, un coefficient de vide positif peut apparaître. Les réacteurs Magnox et Uranium naturel graphite gaz ont été conçus dans le double objectif de produire de l'énergie électrique et du plutonium de qualité militaire.